# Vera Baker Williams
Vera Baker Williams (* 28. Januar 1927 in Hollywood, Kalifornien; † 16. Oktober 2015) war eine US-amerikanische Kinderbuchautorin und Illustratorin. Sie ist die Gewinnerin mehrerer Preise, so etwa der Regina Medal 2008, eines der seit 1959 von der Catholic Library Association vergebenen Literaturpreises.

## Leben
Vera Baker Williams wurde als Tochter von Albert und Rebecca Baker geboren. Sie besuchte die Music and Art High School in New York City, anschließend studierte sie Grafik am Black Mountain College in North Carolina, wo sie den Bachelor of Fine Arts erlangte. Darauf folgte ein Studium an der Boston Museum School.
Sie heiratete Paul Williams, mit dem sie drei Kinder namens Sarah, Jennifer und Merce hatte, ließ sich aber 1970 wieder von ihm scheiden.
Williams lehrte an mehreren Schulen in den Vereinigten Staaten und Kanada, die sie teilweise mitbegründete. Von 1980 bis 1982 unterrichtete sie am Goddard College in Vermont. Sie war Mitglied des Exekutivkomitees der War Resisters League, einer Organisation, die sich gegen Gewalt ausspricht. Sie beteiligte sich an mehreren Protesten und wurde dabei auch verhaftet.
1975 illustrierte sie ihr erstes Buch, Hooray for Me! von Remy Charlip und Lilian Moore. Ihre erste Arbeit als Autorin war It’s a Gingerbread House: Bake It, Build It, Eat It, den ersten Erfolg hatte sie mit Three Days on a River in a Red Canoe, für das sie den Parents’ Choice Award for Illustrations 1981 erhielt. Am bekanntesten wurde sie durch die Rosa-Trilogie, die aus den Büchern A Chair for My Mother, Something Special for Me und Music, Music for Everyone bestand. Sie erhielt dafür mehrere Preise.
Zum Ende ihres Lebens arbeitete Baker Williams an keinem weiteren Buch, sondern widmete ihre Zeit ihren Hobbys und Enkelkindern.

## Werke
- It’s a Gingerbread House: Bake It, Build It, Eat It! Westport, CT, Greenwillow Press, 1978.
- The Great Watermelon Birthday. Westport, CT, Greenwillow Press, 1980.
- Three Days on a River in a Red Canoe. Westport, CT, Greenwillow Press, 1981.
- A Chair for My Mother. Westport, CT, Greenwillow Press, 1981.
- Something Special for Me. Westport, CT, Greenwillow Press, 1983.
- The Great Watermelon Birthday. Westport, CT, Greenwillow Press, 1980.
- Music, Music for Everyone. Westport, CT, Greenwillow Press, 1984.
- Cherries and Cherry Pits. Westport, CT, Greenwillow Press, 1986.
- My Mother, Leah and George Sand. Westport, CT, Greenwillow Press, 1986.
- “More More More”, Said the Baby: Three Love Stories. Westport, CT, Greenwillow Press, 1990.
- Scooter. Westport, CT, Greenwillow Press, 1993.
- Lucky Song. Westport, CT, Greenwillow Press, 1997.
- Amber Was Brave, Essie Was Smart: The Story of Amber and Essie Told Here in Poems and Pictures. New York, HarperCollins, 2001, ISBN 978-1-4395-1223-4.

## Auszeichnungen
- 1983 Boston Globe-Horn Book Award, Kategorie Bilderbuch, A Chair for My Mother
- 1983 Caldecott Honor Award, A Chair for My Mother[2]
- 1985 Jane Addams Children’s Book Award, Honor Book, Music, Music for Everyone
- 1991 Caldecott Honor Award, “More More More”, Said the Baby[3]
- 1994 Boston Globe-Horn Book Award, Kategorie Romanliteratur, Scooter
- 1995 Ausstellung in der Library of Congress, „Family, Friends, and Community: The Art of Vera B. Williams“[4]
- 1998 Charlotte Zolotow Award, Lucky Song
- 2002 Jane Addams Children’s Book Award, Honor Book, Amber Was Brave, Essie Was Smart
- 2008 Regina Medal der Catholic Library Association